# Dororo (película)
Dororo (Japonés: どろろ;  Hepburn: Dororo?,  lit. ‘ladrón’), es una película japonesa estrenada en 2007 del género de fantasía dirigida por Akihito Shiota y que adapta el manga Dororo del mangaka Osamu Tezuka.

## Argumento
El daimio Daigō Kagemitsu sello un pacto con cuarenta y ocho (48) yōkais para poder gobernar el país, a cambio de su hijo que esta por nacer. Como consecuencia de este pacto Hyakkimaru (百鬼丸) nace deforme, sin órganos internos y sin extremidades. Entonces Hyakkimaru hace de la meta de su vida el matar a estos cuarenta y ocho (48) yōkais para poder recuperar así las partes del cuerpo que estos le robaron. En esta cruzada le acompañara una joven huérfana a la que llaman Dororo (どろろ).
En esta adaptación se nos muestra una versión más adulta de Hyakkimaru y Dororo, también se recalca el hecho de que esta última es en realidad una chica a lo largo de la trama.

## Reparto
- Satoshi Tsumabuki como Hyakkimaru.[1]
- Kō Shibasaki como Dororo.[1]
- Kiichi Nakai como Daigō Kagemitsu.
- Yoshio Harada como Jukai.
- Eita Nagayama como Tahomaru.
- Mieko Harada como Yuri.
- Katsuo Nakamura como Biwa Hoshi.